# Torneo di pallacanestro maschile NCAA Division I 2020
Il Torneo di pallacanestro maschile NCAA Division I 2020 sarebbe dovuta essere la 82ª edizione della manifestazione. Previsto dal 17 marzo al 6 aprile 2020, il torneo è stato annullato a causa della Pandemia di COVID-19 negli Stati Uniti d'America.
Il luogo previsto per le final four era il Mercedes-Benz Stadium di Atlanta in Georgia.

## Squadre qualificate
Prima dell'annullamento, erano automaticamente qualificate le seguenti squadre vincitrici delle proprie rispettive Conference:
| Conference                                   | Squadra                                     | Record                                      | Apparizione n.                              | Ultima apparizione                          |
| Tornei completati                            | Tornei completati                           | Tornei completati                           | Tornei completati                           | Tornei completati                           |
| -------------------------------------------- | ------------------------------------------- | ------------------------------------------- | ------------------------------------------- | ------------------------------------------- |
| Atlantic Sun                                 | Liberty Flames                              | 30-4                                        | 5                                           | 2019                                        |
| Big South                                    | Winthrop Eagles                             | 24-10                                       | 11                                          | 2017                                        |
| CAA                                          | Hofstra Pride                               | 26-8                                        | 5                                           | 2001                                        |
| Horizon                                      | N. Kentucky Norse                           | 23-9                                        | 3                                           | 2019                                        |
| Missouri Valley                              | Bradley Braves                              | 23-11                                       | 10                                          | 2019                                        |
| Mountain West                                | Utah St. Aggies                             | 26-8                                        | 22                                          | 2019                                        |
| Northeast                                    | R. Morris Colonials                         | 20-14                                       | 9                                           | 2015                                        |
| Ohio Valley                                  | Belmont Bruins                              | 26-7                                        | 9                                           | 2019                                        |
| Patriot                                      | Boston Terriers                             | 21-13                                       | 8                                           | 2011                                        |
| Southern                                     | ETSU Buccaneers                             | 30-4                                        | 11                                          | 2017                                        |
| Summit                                       | NDSU Bison                                  | 25-8                                        | 5                                           | 2019                                        |
| WCC                                          | Gonzaga Bulldogs                            | 31-2                                        | 23                                          | 2019                                        |
| Torneo cancellato durante le fasi finali     |                                             |                                             |                                             |                                             |
| America East                                 | UVM Catamounts †                            | 26-7                                        | 8                                           | 2019                                        |
| Torneo cancellato durante le semifinali      |                                             |                                             |                                             |                                             |
| Ivy League                                   | Yale Bulldogs †                             | 23-7                                        | 6                                           | 2019                                        |
| SWAC                                         | Nessuna squadra qualificata automaticamente | Nessuna squadra qualificata automaticamente | Nessuna squadra qualificata automaticamente | Nessuna squadra qualificata automaticamente |
| Tornei cancellati durante i quarti di finale |                                             |                                             |                                             |                                             |
| ACC                                          | Fl. State Seminoles †                       | 26-5                                        | 18                                          | 2019                                        |
| Big 12                                       | Nessuna squadra qualificata automaticamente | Nessuna squadra qualificata automaticamente | Nessuna squadra qualificata automaticamente | Nessuna squadra qualificata automaticamente |
| Big East                                     | Nessuna squadra qualificata automaticamente | Nessuna squadra qualificata automaticamente | Nessuna squadra qualificata automaticamente | Nessuna squadra qualificata automaticamente |
| Big Sky                                      | Nessuna squadra qualificata automaticamente | Nessuna squadra qualificata automaticamente | Nessuna squadra qualificata automaticamente | Nessuna squadra qualificata automaticamente |
| Big Ten                                      | Nessuna squadra qualificata automaticamente | Nessuna squadra qualificata automaticamente | Nessuna squadra qualificata automaticamente | Nessuna squadra qualificata automaticamente |
| Big West                                     | Nessuna squadra qualificata automaticamente | Nessuna squadra qualificata automaticamente | Nessuna squadra qualificata automaticamente | Nessuna squadra qualificata automaticamente |
| C-USA                                        | Nessuna squadra qualificata automaticamente | Nessuna squadra qualificata automaticamente | Nessuna squadra qualificata automaticamente | Nessuna squadra qualificata automaticamente |
| MAAC                                         | Siena Saints †                              | 20-10                                       | 7                                           | 2010                                        |
| MAC                                          | Akron Zips †                                | 24-7                                        | 5                                           | 2013                                        |
| MEAC                                         | Nessuna squadra qualificata automaticamente | Nessuna squadra qualificata automaticamente | Nessuna squadra qualificata automaticamente | Nessuna squadra qualificata automaticamente |
| Pac-12                                       | Nessuna squadra qualificata automaticamente | Nessuna squadra qualificata automaticamente | Nessuna squadra qualificata automaticamente | Nessuna squadra qualificata automaticamente |
| Southland                                    | Nessuna squadra qualificata automaticamente | Nessuna squadra qualificata automaticamente | Nessuna squadra qualificata automaticamente | Nessuna squadra qualificata automaticamente |
| Sun Belt                                     | Nessuna squadra qualificata automaticamente | Nessuna squadra qualificata automaticamente | Nessuna squadra qualificata automaticamente | Nessuna squadra qualificata automaticamente |
| WAC                                          | N.M. State Aggies †                         | 25-6                                        | 23                                          | 2019                                        |
| Tornei cancellati durante le fasi iniziali   |                                             |                                             |                                             |                                             |
| American                                     | Nessuna squadra qualificata automaticamente | Nessuna squadra qualificata automaticamente | Nessuna squadra qualificata automaticamente | Nessuna squadra qualificata automaticamente |
| Atlantic 10                                  | Nessuna squadra qualificata automaticamente | Nessuna squadra qualificata automaticamente | Nessuna squadra qualificata automaticamente | Nessuna squadra qualificata automaticamente |
| SEC                                          | Kentucky Wildcats †                         | 25-6                                        | 60                                          | 2019                                        |

- † = squadre qualificate automaticamente a seguito della sospensione del rispettivo campionato di Conference.